# Barra da Tijuca
Barra da Tijuca é um bairro nobre da Zona Sudoeste do município do Rio de Janeiro, no Brasil. O bairro faz parte da região administrativa da Barra da Tijuca. Tem, como bairros vizinhos, Barra Olímpica, Camorim, Itanhangá, Jacarepaguá, Joá, Recreio dos Bandeirantes e São Conrado. Assim como Jacarepaguá, é um dos bairros que mais cresceram no Rio de Janeiro na virada do século XX para o século XXI; passou de 24 126 habitantes em 1980 para 394 037 habitantes em 2020. Atualmente, é considerado um centro financeiro, gastronômico, hoteleiro e de entretenimento da capital estadual. Tem sido alvo da migração de outros bairros do município. Estima-se que a população da Barra irá dobrar até 2030. Em 2022, o Instituto Pereira Passos, órgão da prefeitura da cidade, avaliou seu índice de qualidade de vida em 79,29, alcançando o 1º lugar do Rio de Janeiro dentre 158 bairros avaliados. 
A Barra sediou maior parte dos Jogos Olímpicos de Verão de 2016 e dos Jogos Paralímpicos de Verão de 2016. A escolha da Barra para tal função se deveu por ela ser a parte mais moderna do Rio de Janeiro e ter espaço suficiente para abrigar os jogos. Tal fato levou a um rápido crescimento em obras de infraestrutura para modernizar a região e também à ligação com o metrô para o resto da cidade do Rio de Janeiro.

## Topônimo
"Barra" é um termo que define depósitos de aluvião formados na desembocadura de rios e canais. No caso da Barra da Tijuca, o depósito é formado pelo encontro das águas do conjunto de lagoas da região (entre as quais, a Lagoa da Tijuca) com o Oceano Atlântico, através do Canal da Joatinga. "Tijuca" é um termo de origem tupi antiga que significa "água podre", "charco", "pântano", através da junção dos termos ty ("água") e îuka ("podre").

## História

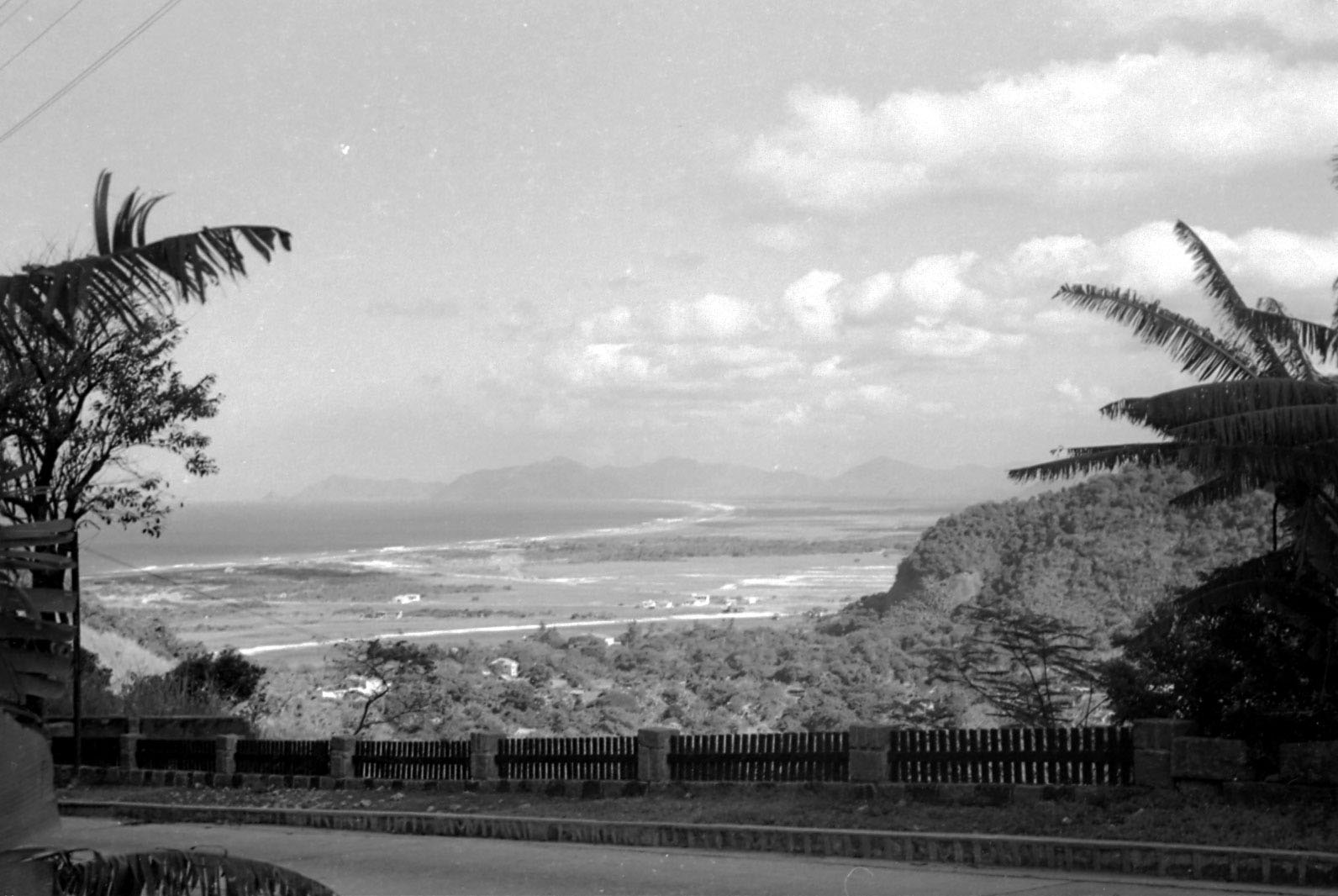
Barra da Tijuca na década de 1950

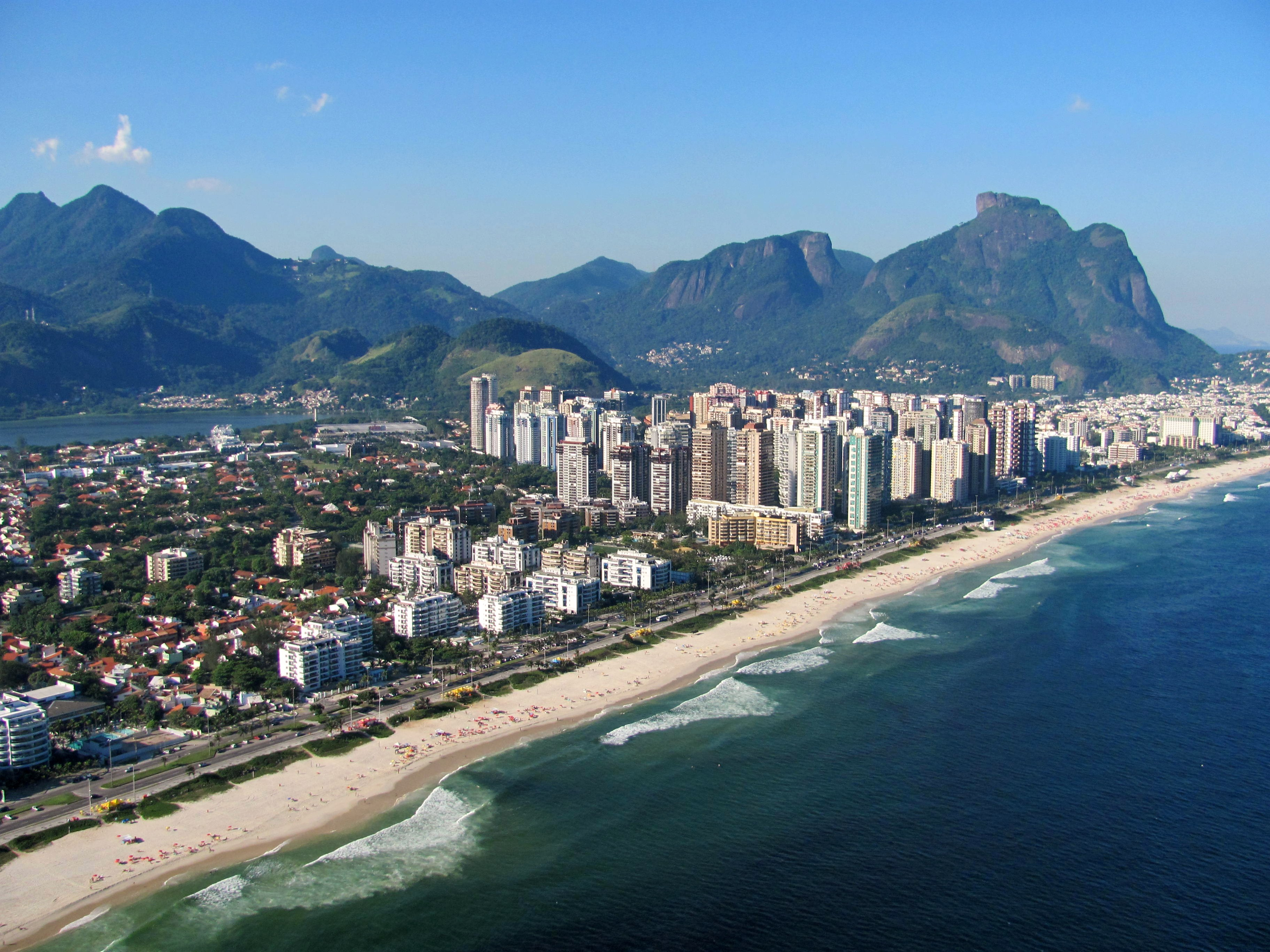
Barra da Tijuca com a Pedra da Gávea ao fundo.

A região da Barra era originalmente um complexo de dunas, assentada sobre uma ilha barreira, com vegetação rasteira típica de restinga. A área, cheia de alagadiços e imprópria para o plantio, permaneceu desocupada até meados do século XX, sendo frequentada apenas por pescadores. No ano de 1667, a região foi doada a religiosos beneditinos.
Em 1900, as terras da Baixada de Jacarepaguá foram vendidas para a Empresa Saneadora Territorial e Agrícola S.A. (ESTA), ainda hoje grande proprietária de terras na área. A concentração de grandes extensões de terras em mãos de poucos foi uma das causas do crescimento tardio, além da dificuldade de acesso à região, por estar separada do restante do município por grandes cadeias montanhosas componentes do Parque Nacional da Tijuca, com picos que variam de 800 a 1 200 metros de altitude.[carece de fontes?]
A ocupação efetiva da região deu-se inicialmente pelas suas extremidades, nos atuais sub-bairros Barrinha e Jardim Oceânico, que possuem as mesmas regras urbanísticas e limites de construção, diferenciados de todo o restante da região. Para atender aos novos loteamentos do Jardim Oceânico, foi construída, pela iniciativa privada, a Ponte Nova sobre a lagoa da Tijuca. O grande marco do início do desenvolvimento da Barra, no entanto, se deu na administração do governador do estado da Guanabara Negrão de Lima, que encomendou, ao urbanista Lúcio Costa, um projeto urbanístico para a região. O Plano Piloto da Barra da Tijuca, de 1969, similar ao Plano Piloto de Brasília, inspirado no urbanismo racionalista, com grandes avenidas e amplos espaços abertos, marcou definitivamente o início do estilo de vida peculiar da Barra.[carece de fontes?]

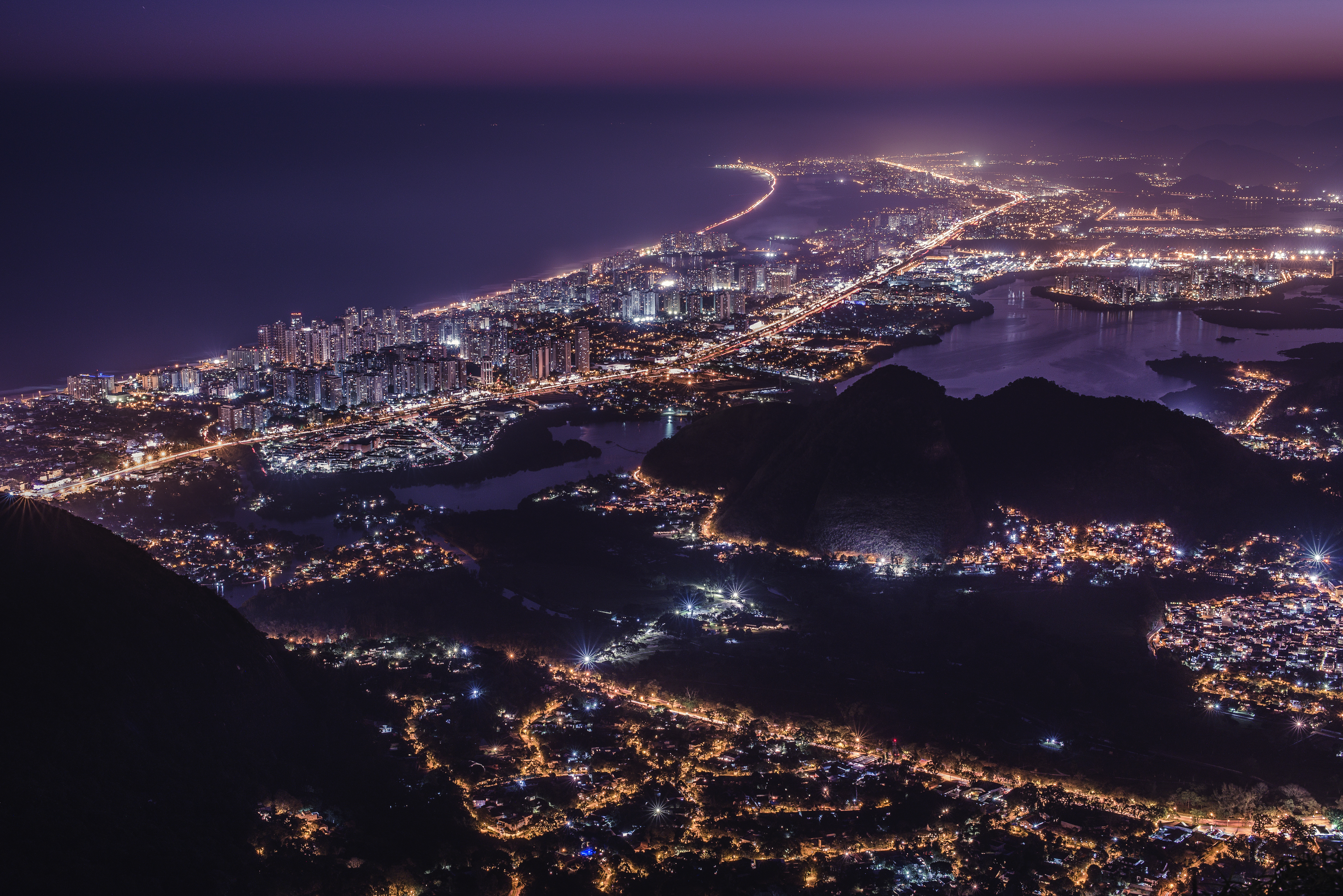
Barra da Tijuca à noite

Na década de 1970, foi construída a Autoestrada Lagoa-Barra (incluindo o Túnel do Joá), que possibilitou o maior desenvolvimento do bairro, diminuindo o tempo de transporte para a zona sul da cidade do Rio. Por essa mesma época, consolidaram-se grandes condomínios fechados, inspirados num então novo modelo de vida, com destaque para o Nova Ipanema e o Novo Leblon.[carece de fontes?]

## Geografia

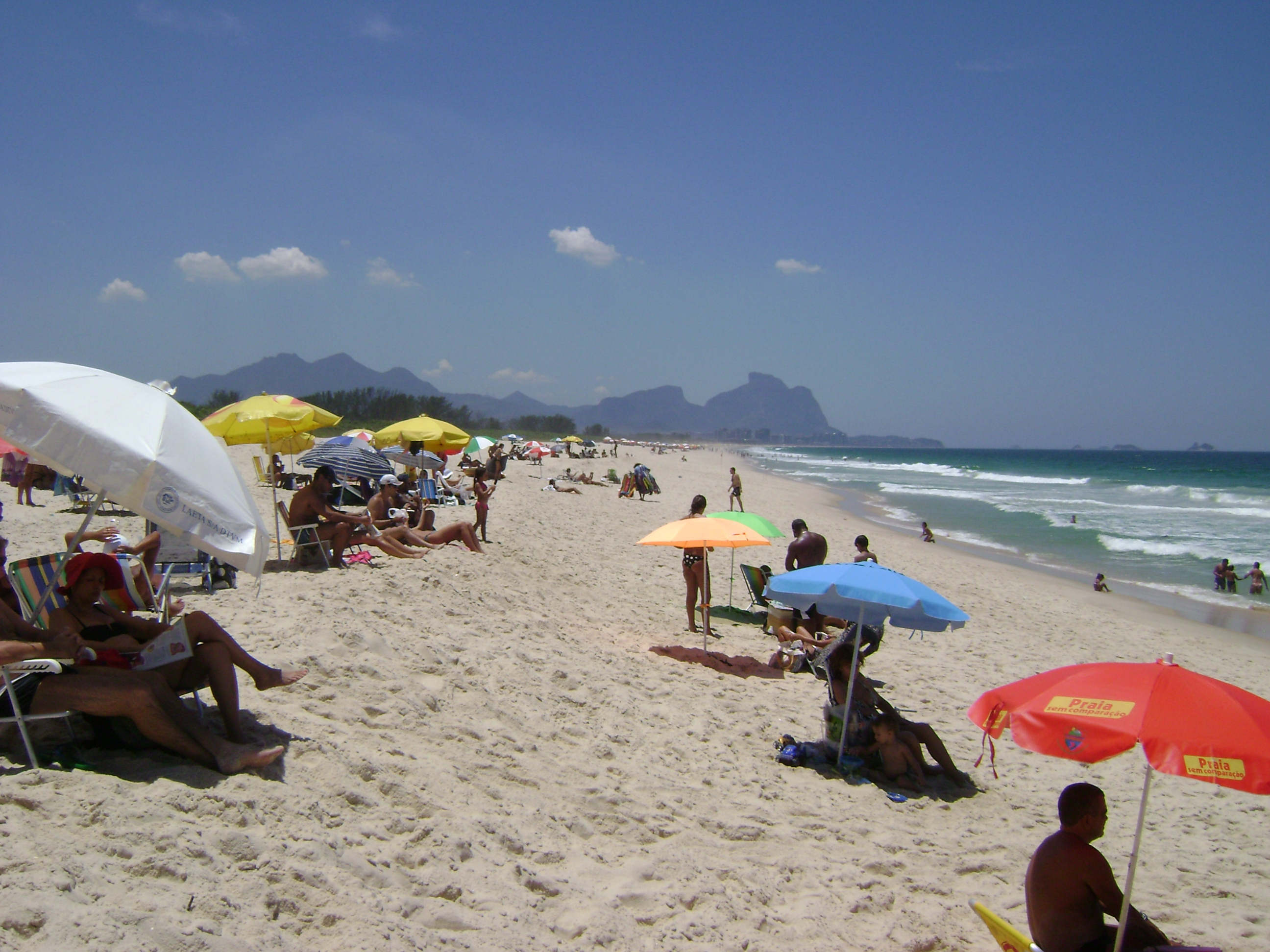
Praia da Barra da Tijuca

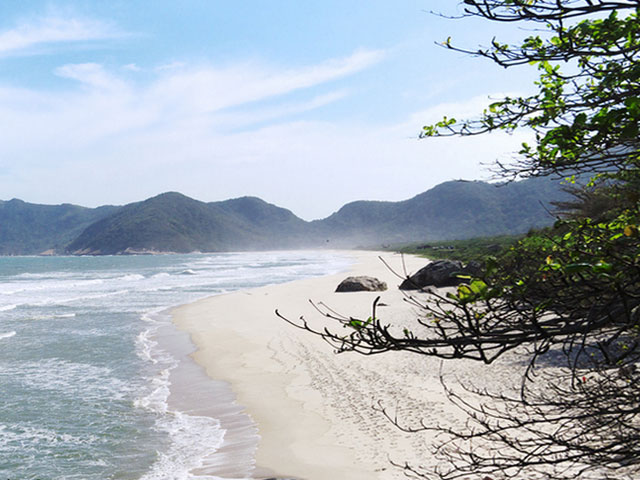
Praia de Grumari

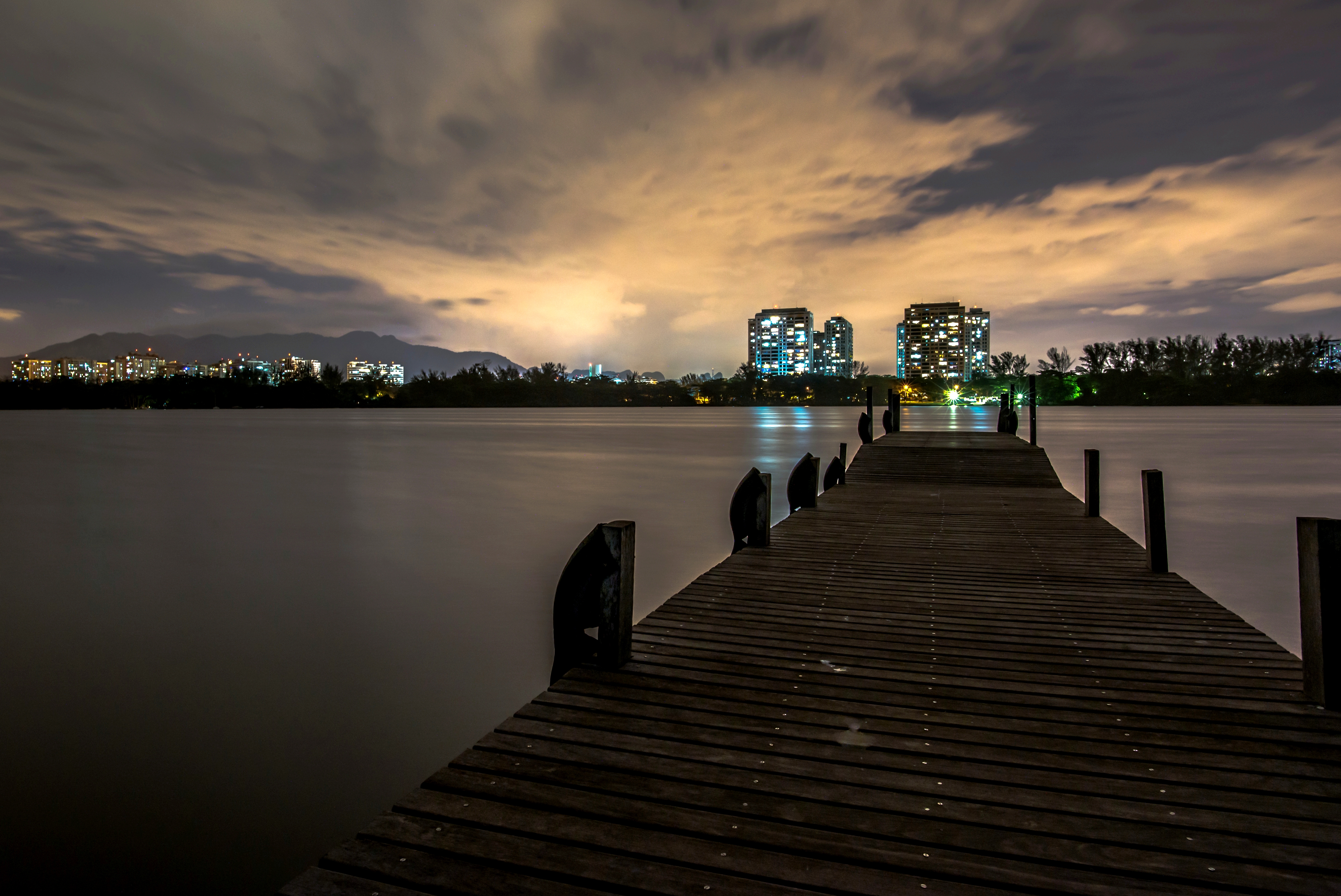
Lagoa de Marapendi

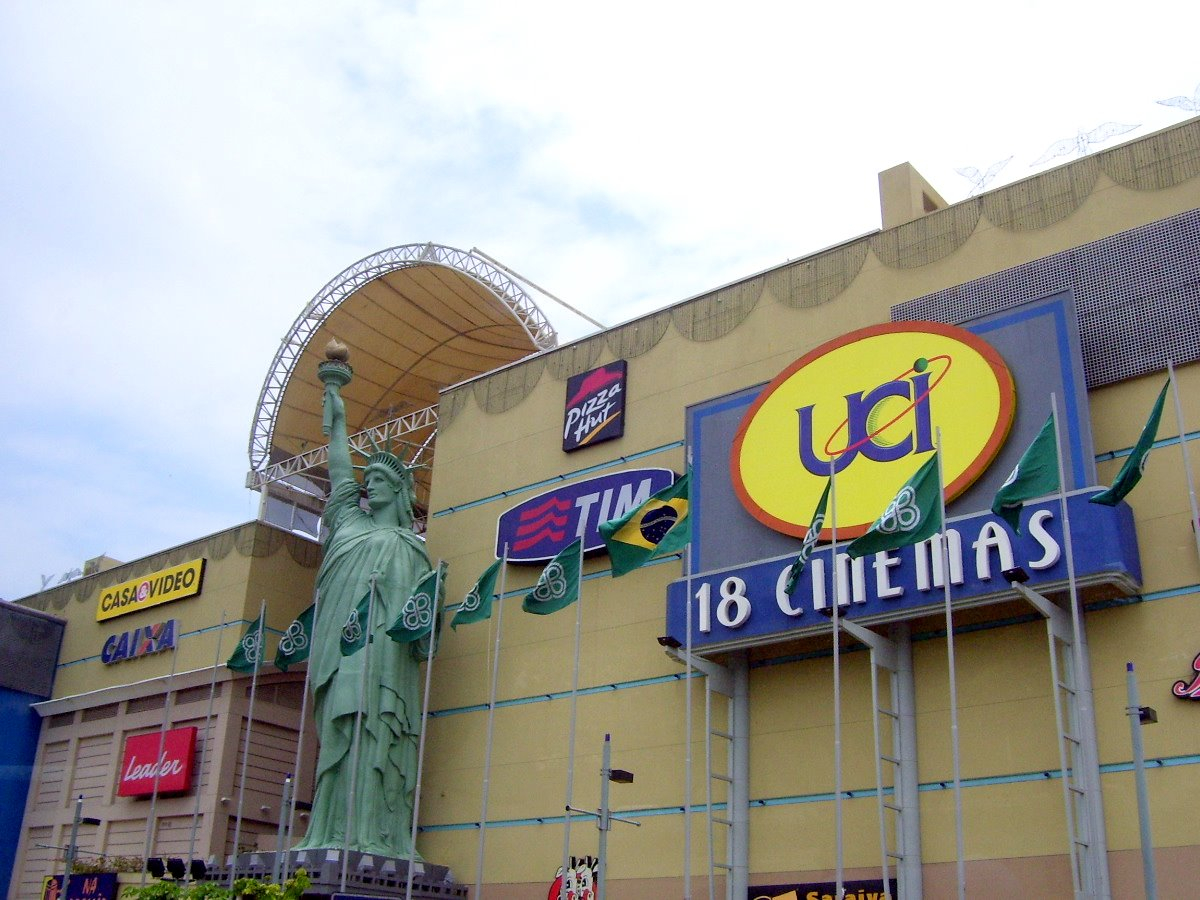
New York City Center

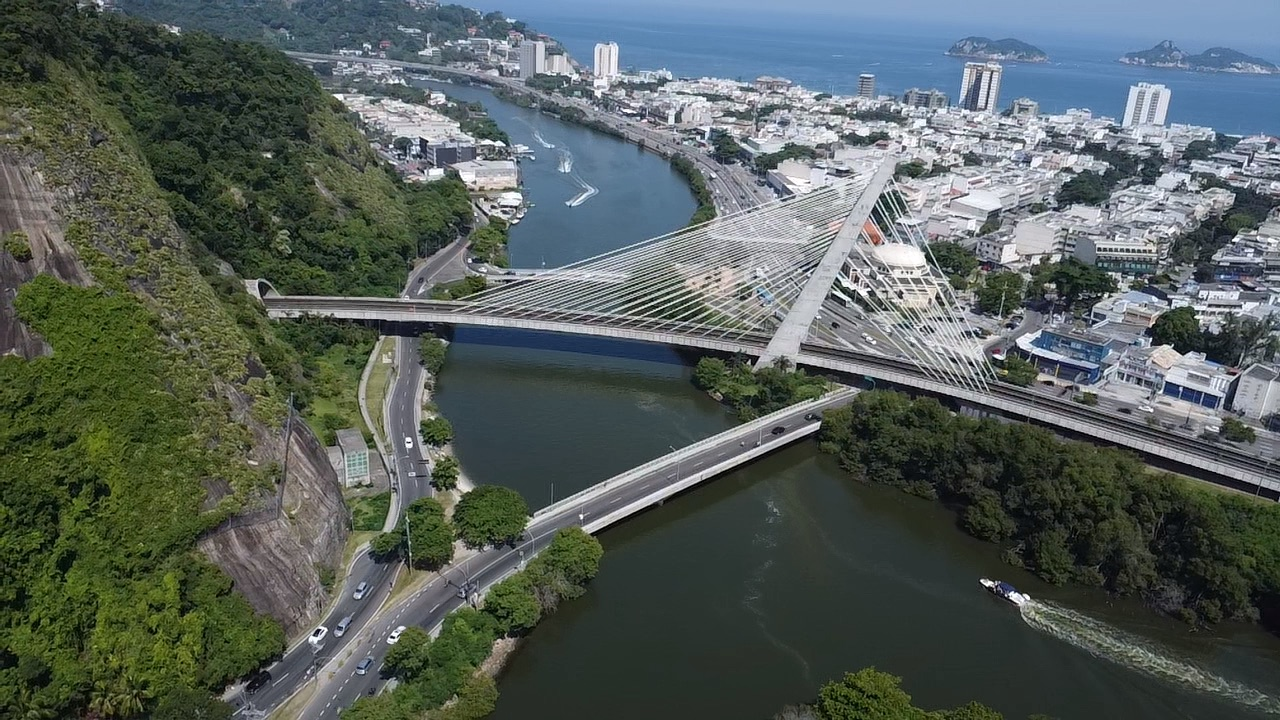
Ponte estaiada na Barra da Tijuca

O bairro da Barra da Tijuca faz divisa com os seguintes bairros:
- Recreio dos Bandeirantes: o cruzamento com a Avenida Salvador Allende e a Avenida Alfredo Baltazar da Silveira.
- Joá: na ponte sobre o canal da Joatinga e a partir do início da Largo da Barra.
- Itanhangá: as pontes, velha e nova, sobre a Lagoa da Tijuca, que abrange a Ilha da Gigóia e ilhotas adjacentes, inclusas no Itanhangá.
- Camorim: o lado oeste da Avenida Salvador Allende, entre o Canal do Cortado e o Rio-centro.
- Jacarepaguá: o longo da Avenida Abelardo Bueno. O Parque Olímpico do Rio de Janeiro está dentro dos limites da Barra.[13] enquanto os prédios do outro lado da avenida estão em Jacarepaguá.

### Praia da Barra da Tijuca
A Praia da Barra da Tijuca é a principal praia da região e estende-se ao longo da Avenida Lúcio Costa até o Recreio dos Bandeirantes. É a maior praia do estado do Rio de Janeiro, com dezoito quilômetros de comprimento. A partir da Avenida Ayrton Senna, a praia não possui calçadão, por ser uma região de preservação ambiental. Tem ondas fortes, tubulares e muito boas para a prática do Surf e do Bodyboarding. Nela são realizadas diversas etapas de campeonatos brasileiros e até mundiais como WT. Suas areias são brancas e finas.
Nas imediações, situa-se a Reserva de Marapendi. Os principais esportes praticados no mar da Praia da Barra da Tijuca são a pesca de beira, kitesurf, bodyboard, windsurf, surf e Stand up Paddle, sendo ainda palco de muitos campeonatos. Em sua orla, é muito comum encontrar pessoas praticando outros esportes, como futebol de areia, futevolei, volei, frescobol, slackline e mesmo fazendo caminhadas no calçadão ou andando de bicicleta ao longo da ciclovia.[carece de fontes?]

### Praia do Pepê
A Praia do Pepê é uma praia que estende-se ao longo da Avenida do Pepê, próximo ao quebra-mar. A praia e a avenida foram assim batizadas em homenagem ao empresário e esportista Pedro Paulo Guise Carneiro Lopes, mais conhecido como Pepê.[carece de fontes?]

### Praia da Reserva
A Praia da Reserva, também conhecida como Praia da Reserva de Marapendi, tem aproximadamente 8 km de extensão. É um segmento da praia da Barra voltado à preservação ambiental, embora disponha de inúmeros complexos residenciais de alto padrão. É dividida em 26 "ilhas" e caracterizada principalmente pelas águas límpidas e pela areia fofa. É margeada pela avenida Lúcio Costa ao longo de toda a sua extensão; seu acesso é feito a partir dos bairros da Barra da Tijuca e do Recreio dos Bandeirantes.
A praia recebeu esse nome por estar situada ao longo da Reserva de Marapendi, uma área de proteção ambiental destinada à preservação da vegetação de restinga e de manguezal. No interior da reserva, localiza-se a Lagoa de Marapendi, utilizada para a prática de esportes náuticos, como canoagem, remo e vela. A orla da praia é cortada por um vasto calçadão e pela ciclovia. Em setembro de 2011 a Praia da Reserva passou a fazer parte do Parque Natural Municipal Barra da Tijuca Nelson Mandela, tornando-se uma Unidade de Conservação.

Em dezembro de 2020, foi reconhecida como exemplo de sucesso em preservação e qualidade ambiental. A Praia da Reserva é a segunda praia na cidade do Rio de Janeiro a obter essa distinção da Fundação para a Educação Ambiental, organização internacional com sede em Copenhague, na Dinamarca, que premia os melhores exemplos ao redor do mundo na gestão ambiental de marinas, praias e embarcações de turismo. A primeira praia a receber o diploma foi a Prainha, no Recreio dos Bandeirantes, que, desta vez, obteve a renovação da certificação para a temporada 2020/21.

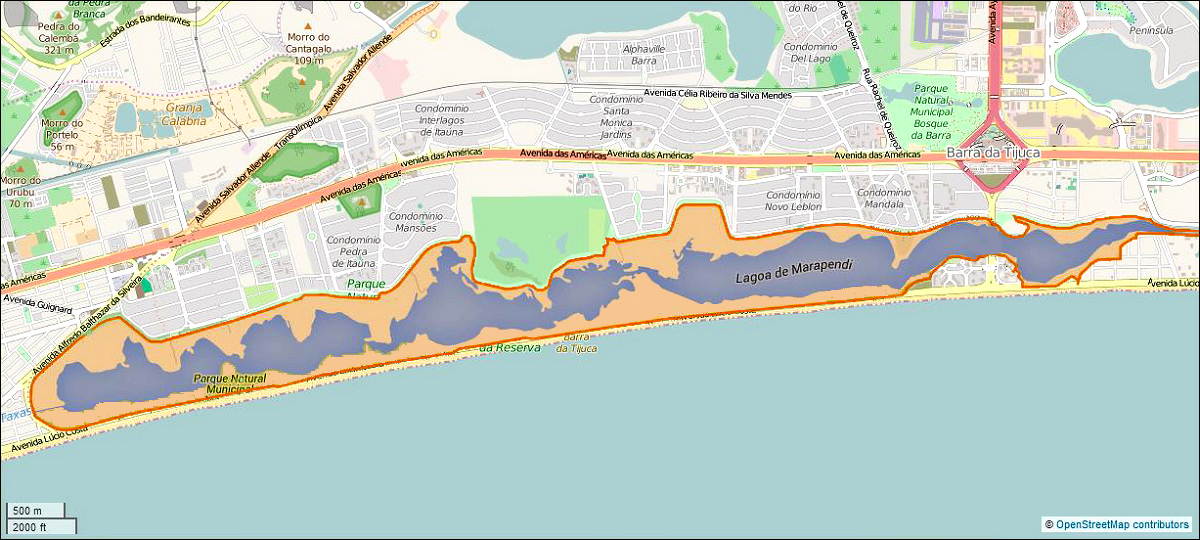
Mapa com as delimitações da Lagoa de Marapendi e a Praia da Reserva

## Economia

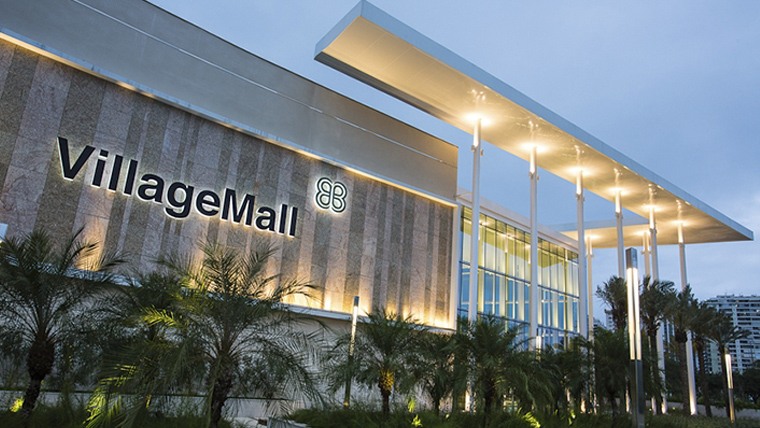
Village Mall

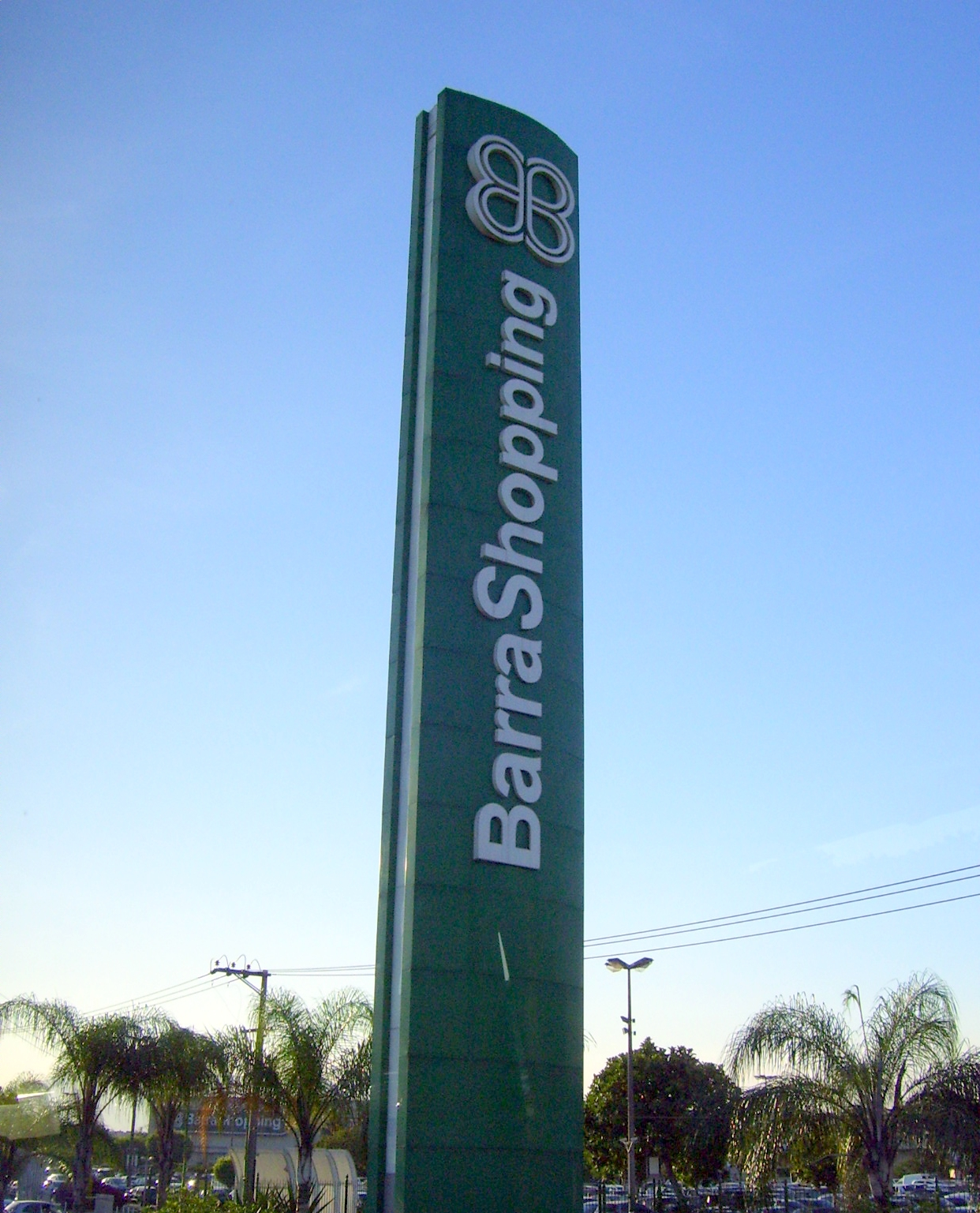
Placa do BarraShopping

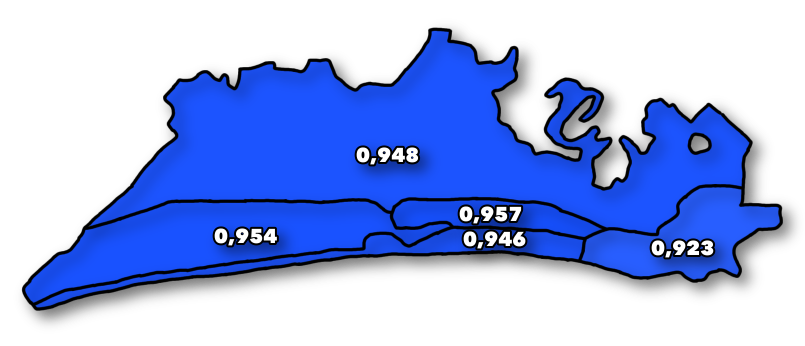
IDH no bairro da Barra da Tijuca, segundo o censo de 2010

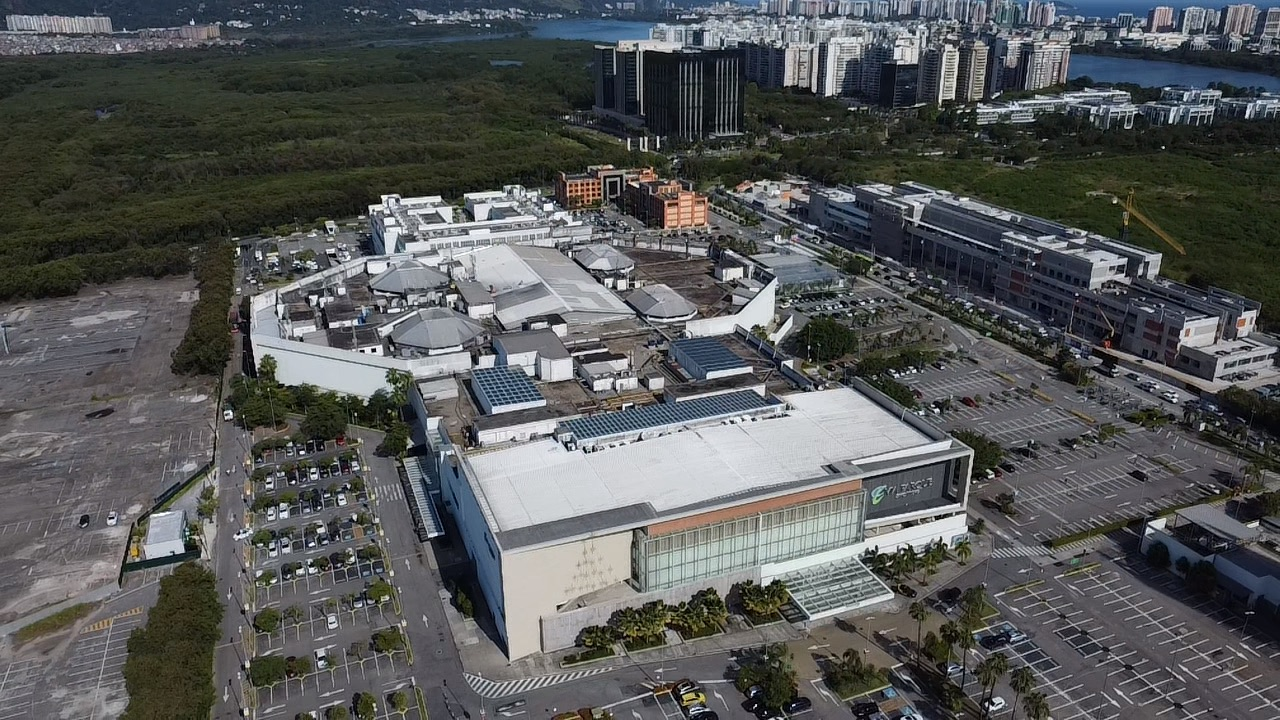
Via Parque Shopping, na Barra da Tijuca

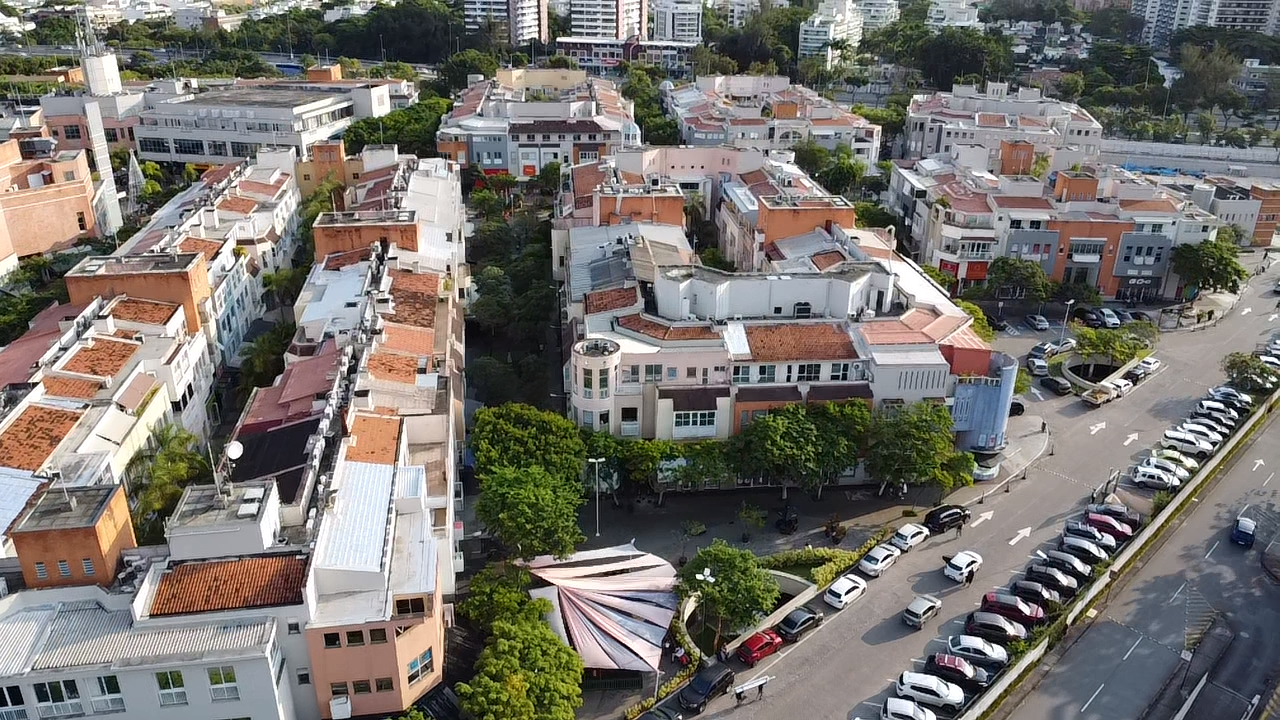
Downtown Shopping, na Barra da Tijuca

Aproximadamente 87% dos habitantes da Barra são de classe média alta. O bairro da Barra é um dos únicos bairros do município que possuem condomínios autônomos, ou seja, condomínios independentes com mini-shoppings, escolas, igrejas, quadras polidesportivas e bibliotecas e nos maiores, restaurantes. A Barra da Tijuca tem a maior concentração de shoppings centers e supermercados do Rio de Janeiro. A área de prédios mais luxuosa da Barra é o Jardim Oceânico, caracterizado por seus prédios baixos a uma distância máxima de dois quilômetros da Praia do Pepê.[carece de fontes?]
A Barra possui alto índice de desenvolvimento humano, ao abrigar a maior parte da classe alta do Rio de Janeiro. O bairro também pode ser caracterizado por amplos espaços verdes, condomínios de luxo de casas e edifícios, além de shopping centers. É a sede de grandes empresas de informática, comunicação e agências de publicidade, além de inúmeras multinacionais que, cada vez mais, estão implantando suas sedes na região, como a Shell Brasil, Esso Brasil, Vale, Vivo, Michelin, Nokia, TIM, Unimed entre outras.[carece de fontes?]
Os principais centros comerciais são o Américas Corporate, o Alfa Business, o Advanced Office, o Barra Business Center, o Barra Prime Office, o Barra Space Center, o Bandeirantes Office, o Barra Tower Offices, o Barra Trade, o Blue Center, o Brookfield Place, o Corporate Executive Offices, o Dimension Office & Park, o Via Comfort Working e o Le Monde Londres Financial Center. Além dos centros comercias dentro do BarraShopping, Città América e Downtown e Rio Design Barra que se destaca como o maior centro gastronômico da região. Na educação esse poderio econômico se reflete na Barra como um bairro universitário, devido aos diversos campus instalados no bairro em menos de duas décadas, são eles da UNIGRANRIO, UNESA, UVA, IBMR, IBMEC, FGS, PUC Rio e FGV.

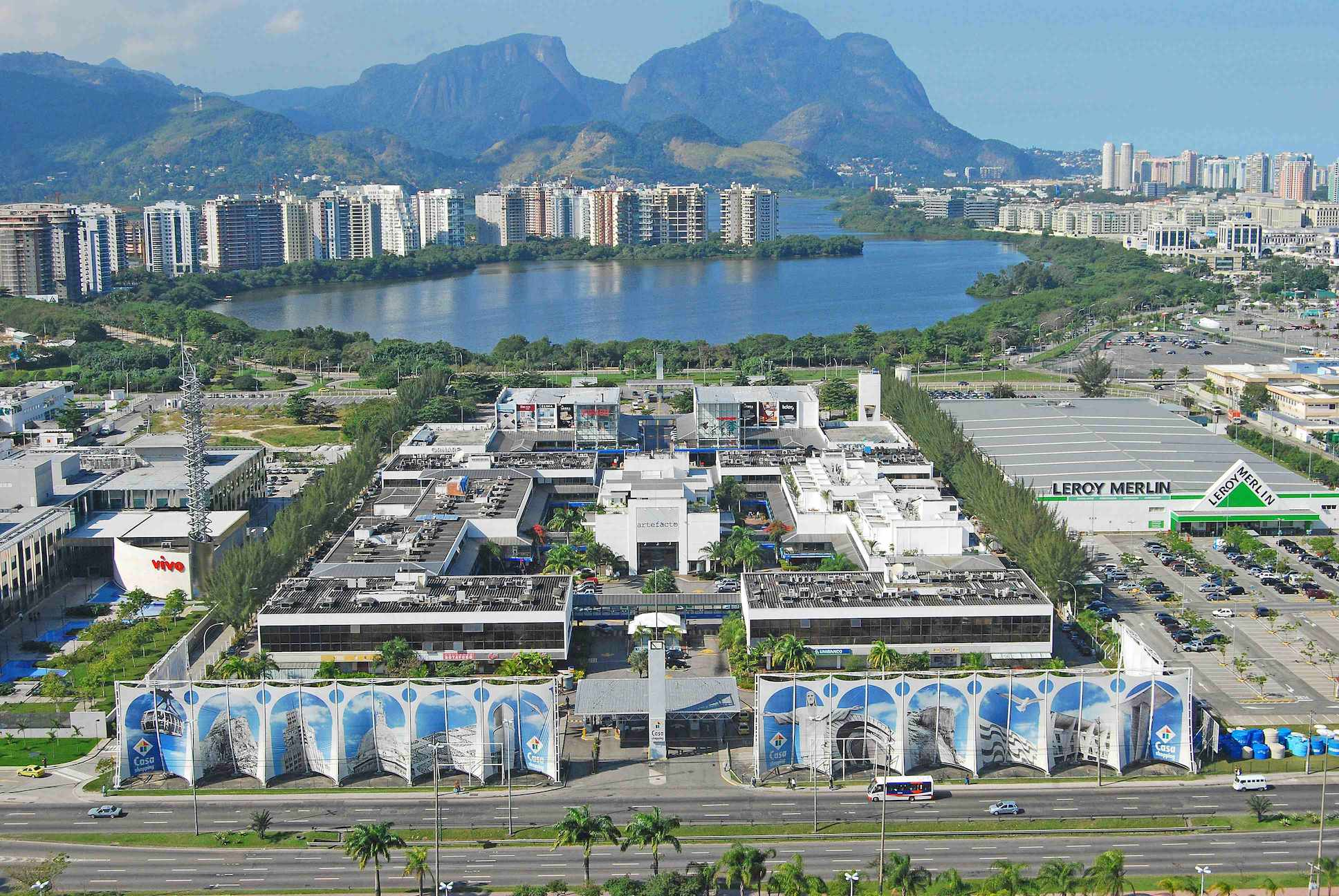
Casa Shopping, com a Lagoa da Tijuca em segundo plano

Na Barra, está localizado o shopping de mais alto nível social do Rio de Janeiro, o Village Mall, na Avenida das Américas, um dos quatro da cidade pertencentes ao grupo Multiplan; assim como o BarraShopping, o maior do estado.[carece de fontes?]

## Infraestrutura

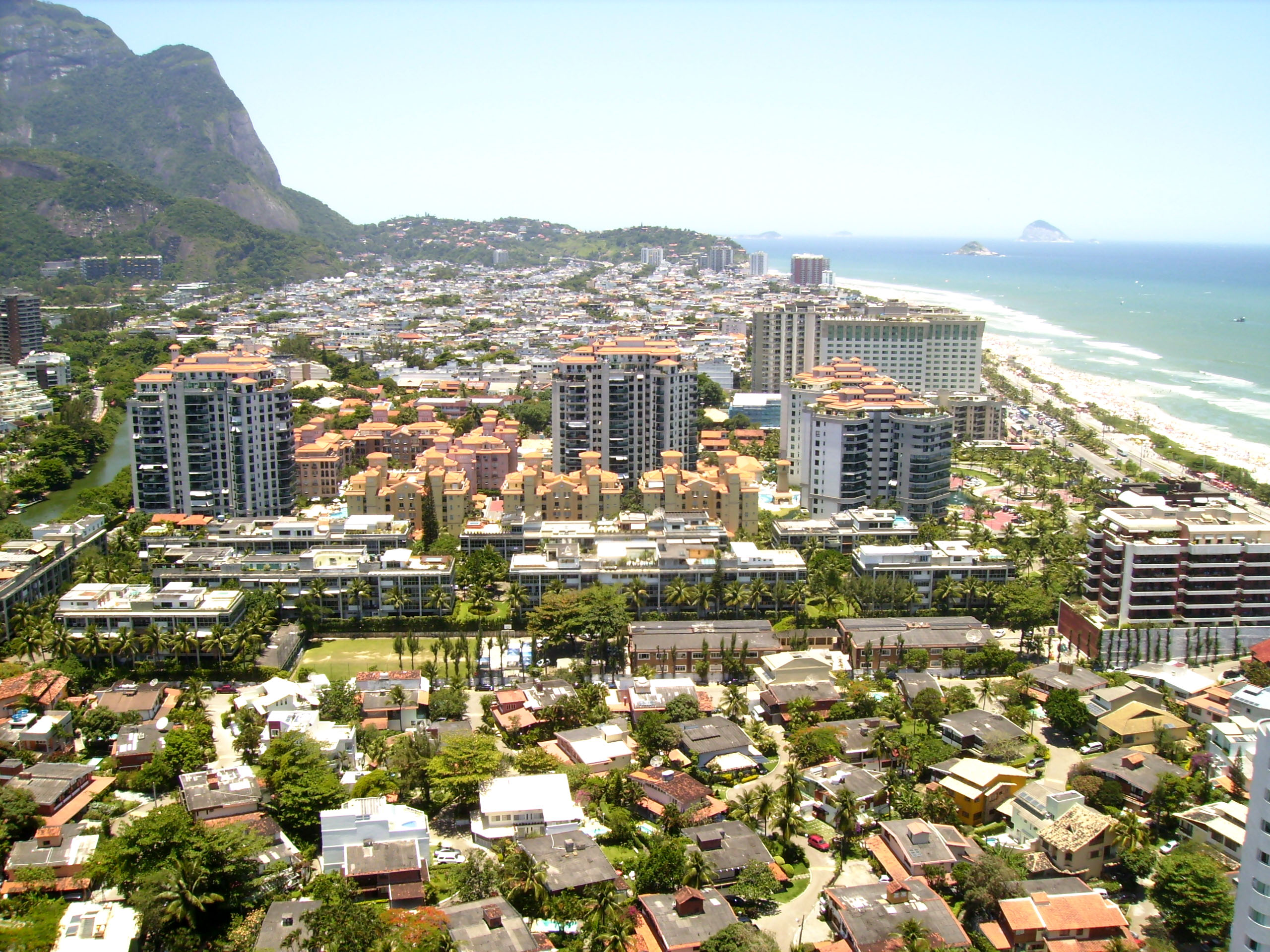
Condomínios localizados na região

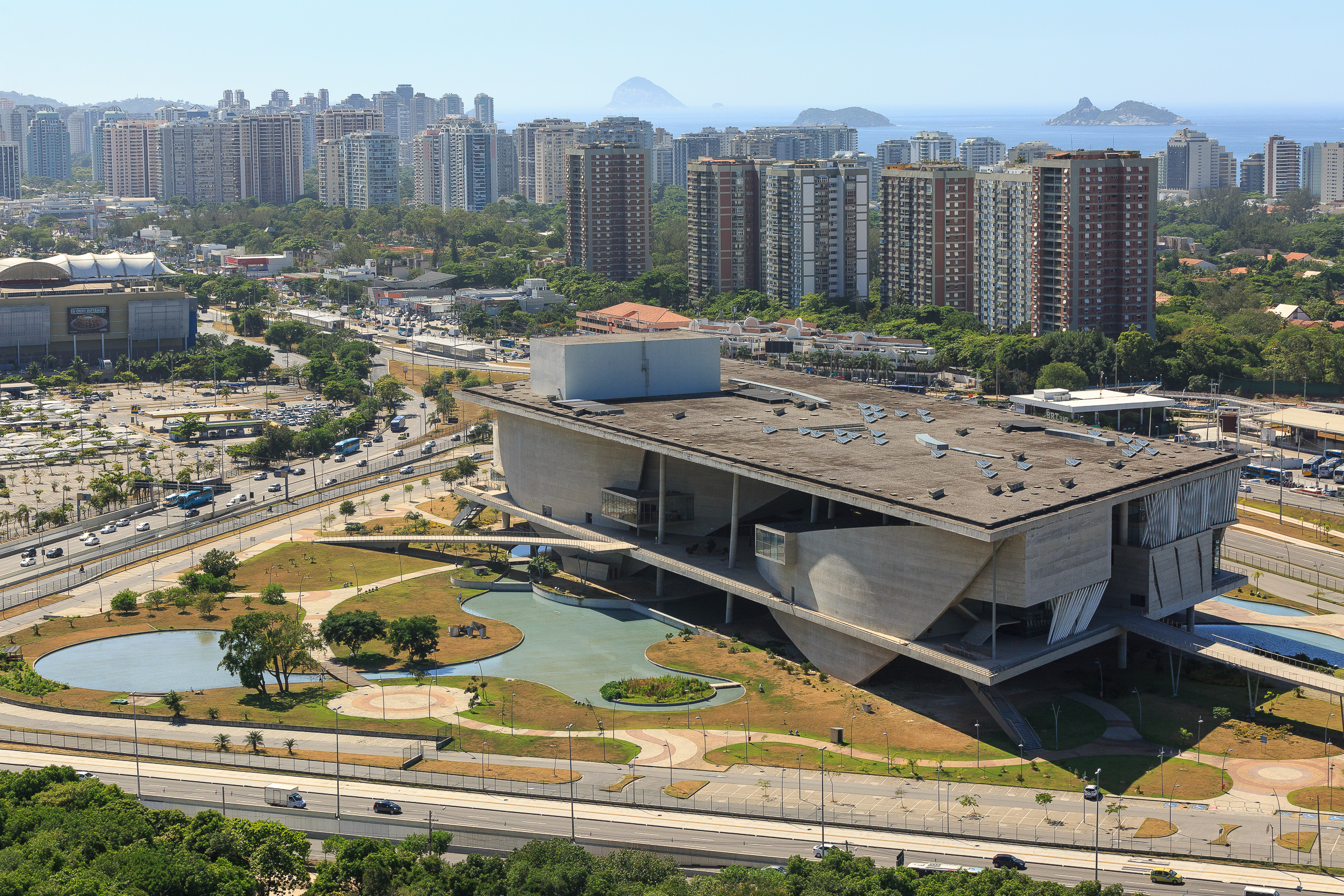
Cidade das Artes.

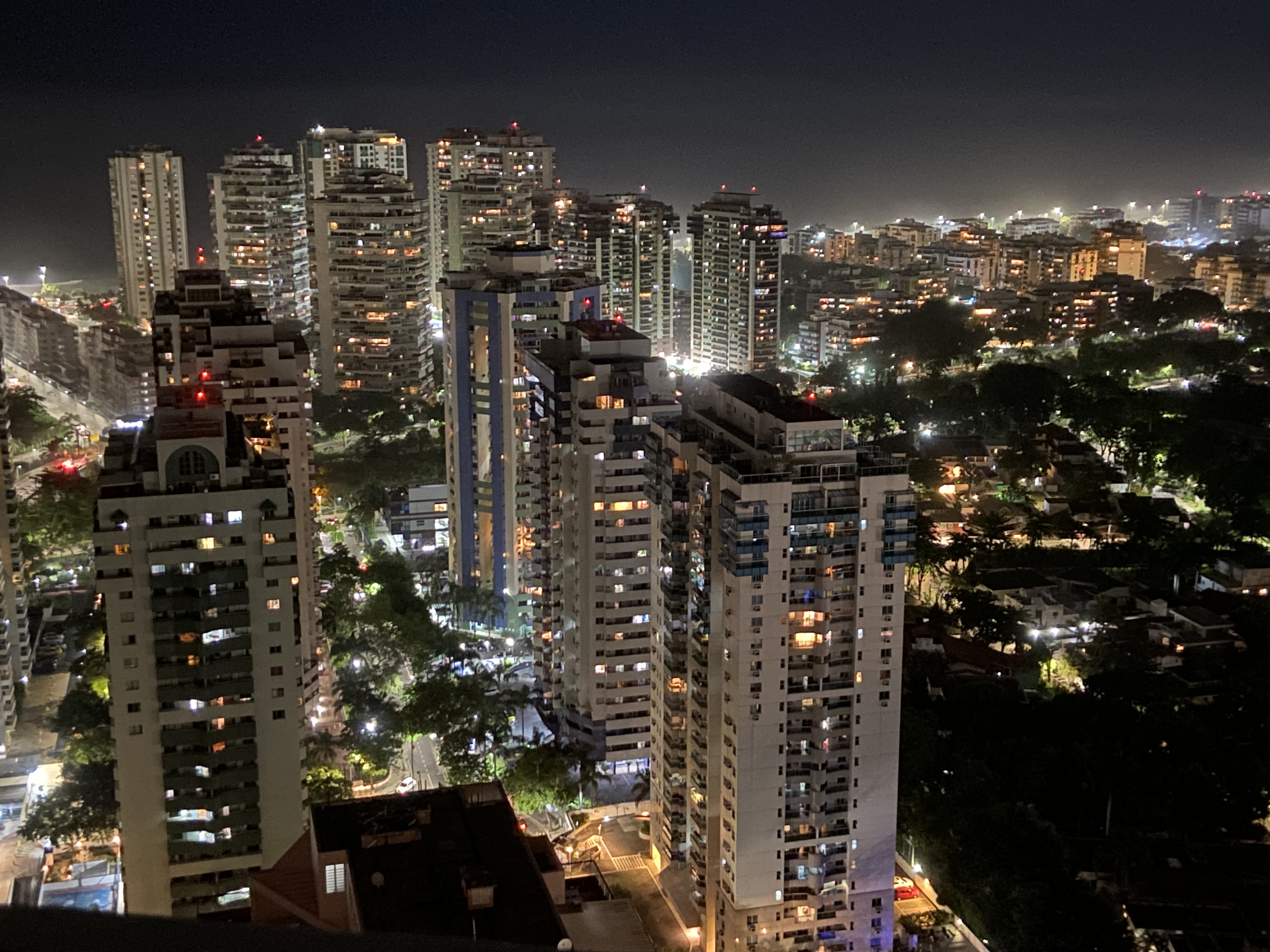
Noite na Barra da Tijuca

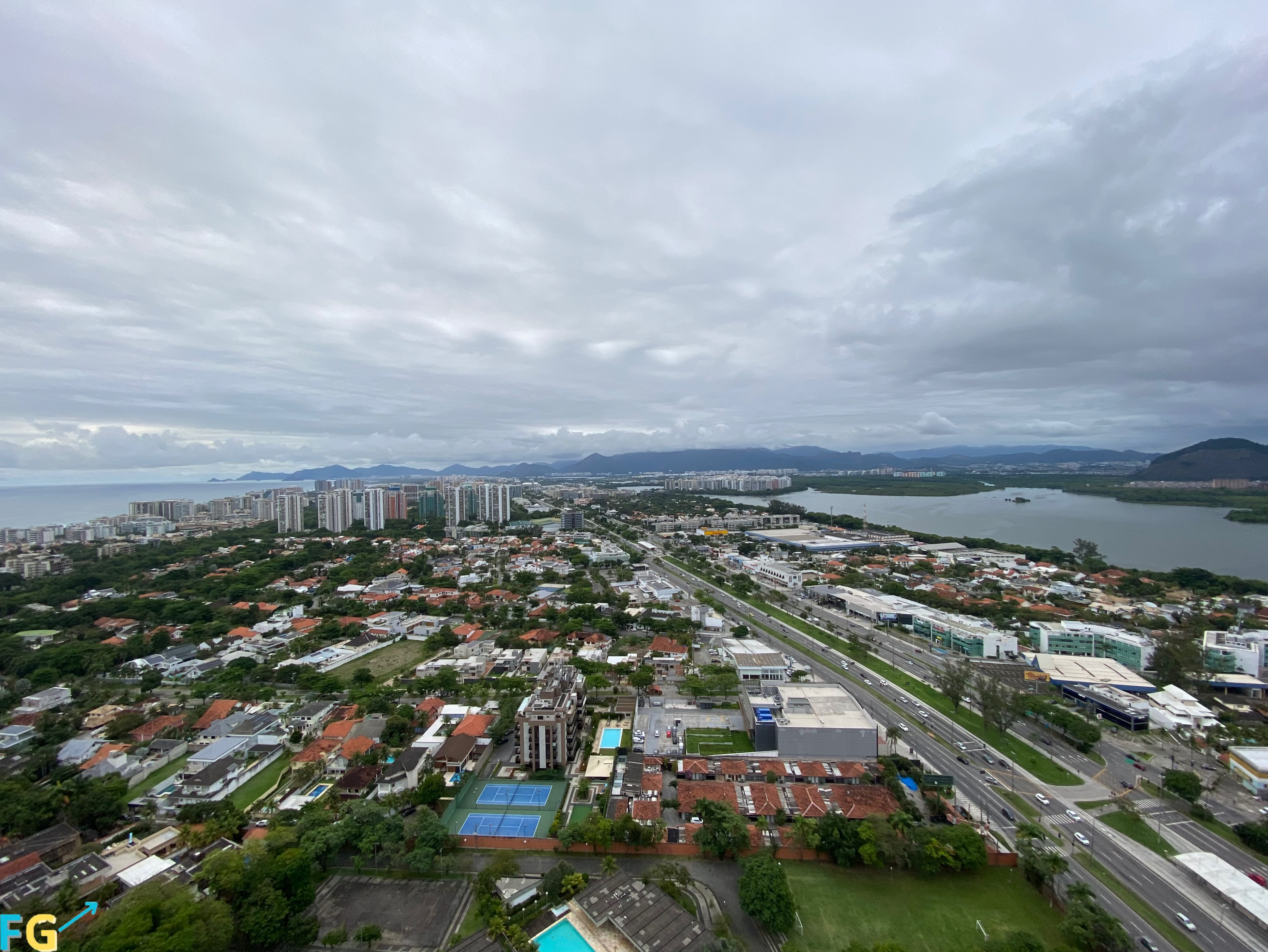
Tarde na Barra da Tijuca

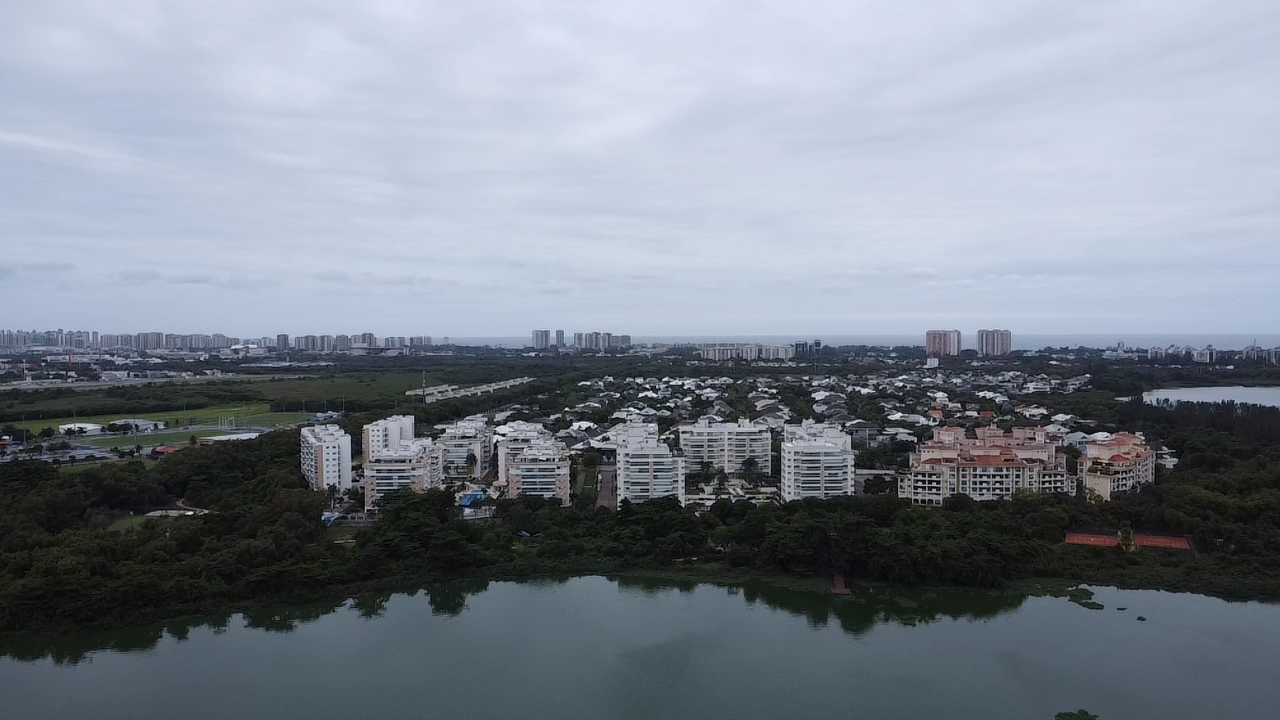
Condomínios residenciais na Barra da Tijuca

A Barra da Tijuca é um bairro extenso e de composição demográfica variada. Há residências de classes média, média alta e alta, esta última muitas vezes habitando condomínios de elevadíssimo padrão. O bairro tem um alto índice de desenvolvimento humano (0,972). A Barra da Tijuca começa na ponte sobre o Canal da Joatinga e termina nas avenidas Salvador Allende e Alfredo Baltazar da Silveira, onde começa o bairro do Recreio dos Bandeirantes. A Barra foi um dos poucos bairros da cidade a nascerem planejados, embora muito do projeto original de Lúcio Costa já tenha sido abandonado. Por isso, é possível se observar, no bairro, ruas largas ao estilo de Brasília, cidade também planejada por Lúcio Costa.
A Barra da Tijuca abriga a maior concentração de shoppings e supermercados da cidade. Os seus condomínios, em geral, possuem contato com a natureza, tendo parques, pequenos lagos etc. Os condomínios da Barra são, muitas vezes, classificados como sustentáveis, por realizarem um rigoroso processo de reciclagem e preservação da água e incentivarem e realizarem eventos de preservação ambiental. Por outro lado, a falta de saneamento ambiental é considerada o principal obstáculo ao desenvolvimento sustentável no bairro, resultando em poluição hídrica do Complexo Lagunar da Baixada de Jacarepaguá e em conflitos socioambientais. Os montanhosos relevos da floresta da Tijuca e da serra da Pedra Branca cercam o bairro junto ao mar. O bairro possui extenso litoral, sendo que praticamente metade é área de reserva ambiental, a Reserva Ambiental da Barra (conhecida também apenas como "Reserva").

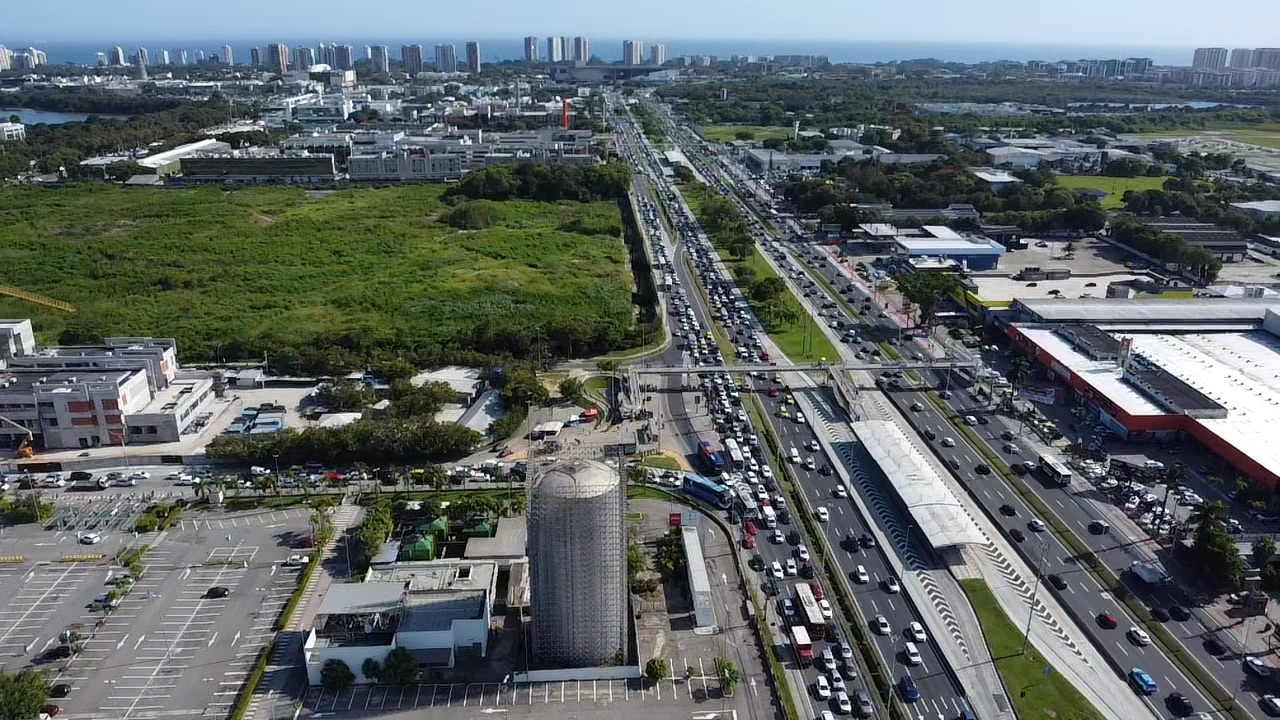
Avenida Ayrton Senna, na Barra da Tijuca

A Avenida das Américas é a principal via do bairro, cruzando-o no sentido leste-oeste. Outra via importante é a Avenida Ayrton Senna, que começa na praia da Barra da Tijuca e faz a ligação do bairro com Jacarepaguá através da ponte sobre a lagoa do Camorim, além de ser a ligação com a Linha Amarela. Seguindo a extensão da praia, encontra-se a Avenida Lúcio Costa, antiga Avenida Sernambetiba, que se prolonga até o final da Praia do Recreio.[carece de fontes?]

## Cultura

### Esportes

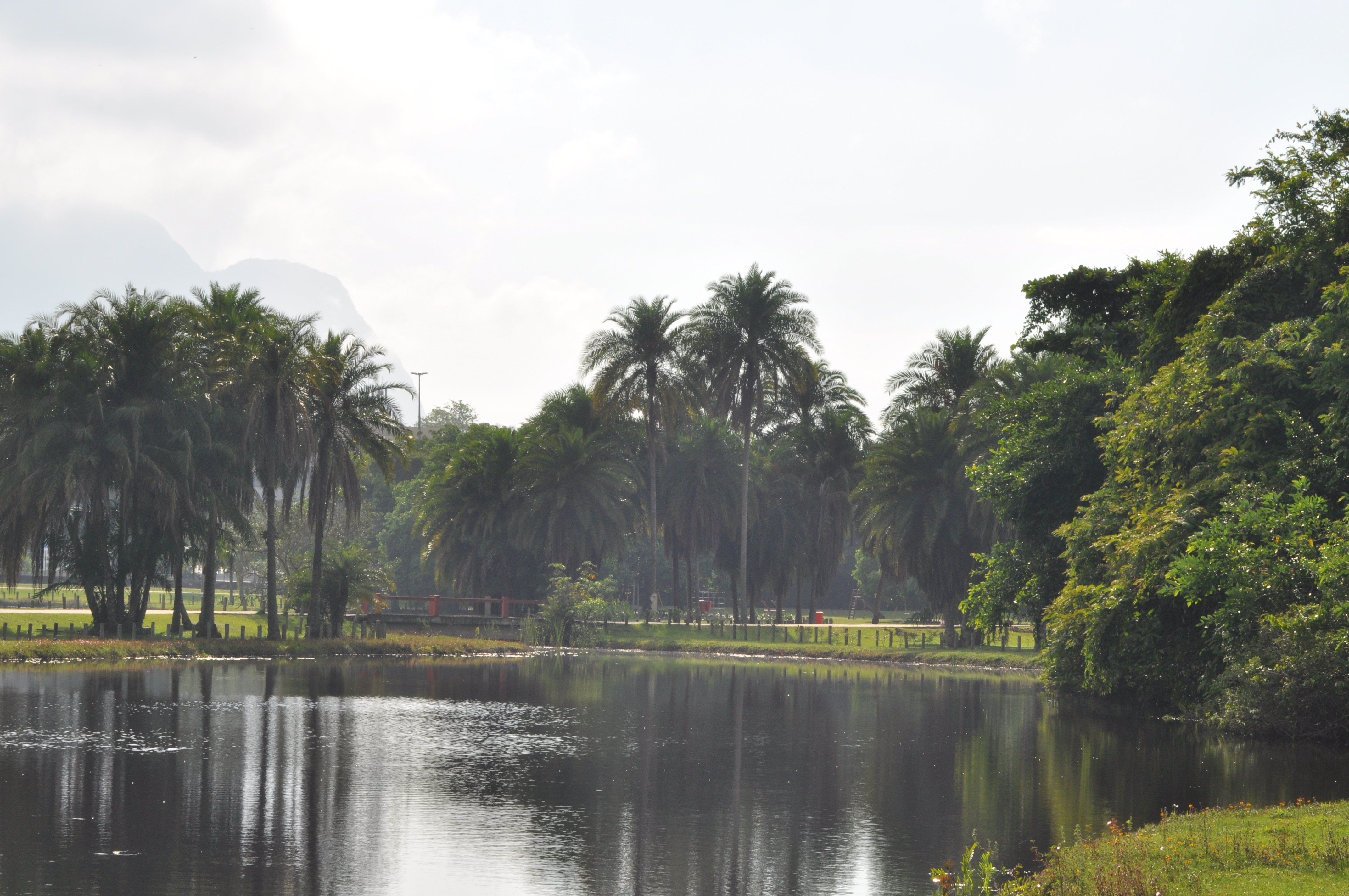
Lagoa do Bosque da Barra

Nos esportes, o destaque da região vai para o Complexo Esportivo Cidade dos Esportes, que contava tradicionalmente com o Autódromo Internacional Nelson Piquet, o Parque Aquático Maria Lenk, a Arena Multiuso e o Velódromo da Barra (tanto o Parque Aquático, tanto o Velódromo foram arrendados pelo Comitê Olímpico Brasileiro). Até o início da década de 1990, as competições de Fórmula 1 eram realizadas no autódromo, quando foram, então, transferidas para São Paulo. Hoje, o autódromo abriga outras competições automobilísticas, e teve suas dimensões reduzidas à época da construção da Cidade dos Esportes. É na Barra da Tijuca que estão localizadas as sedes do Comitê Olímpico Brasileiro (COB) e da Confederação Brasileira de Futebol (CBF).[carece de fontes?]
As praias são usadas para a prática de ciclismo em suas ciclovias, surfe e inúmeros esportes aquáticos, havendo sempre competições em suas águas. 
Em cada ano no mês de maio, acontece a Meia Maratona da Barra da Tijuca, pelas principais avenidas da Barra e do Recreio. Desde 2007, é realizada, no mês de julho, a "Track & Field Run Series", com um percurso de 10 quilômetros, no entorno do Barra Shopping. Desde 2010, quando surgiu, o Tour do Rio tem seu ponto de largada na Praça do Ó, no Jardim Oceânico. O Tour do Rio é um dos maiores eventos ciclísticos da América do Sul.[carece de fontes?]

#### XXXI Olimpíadas

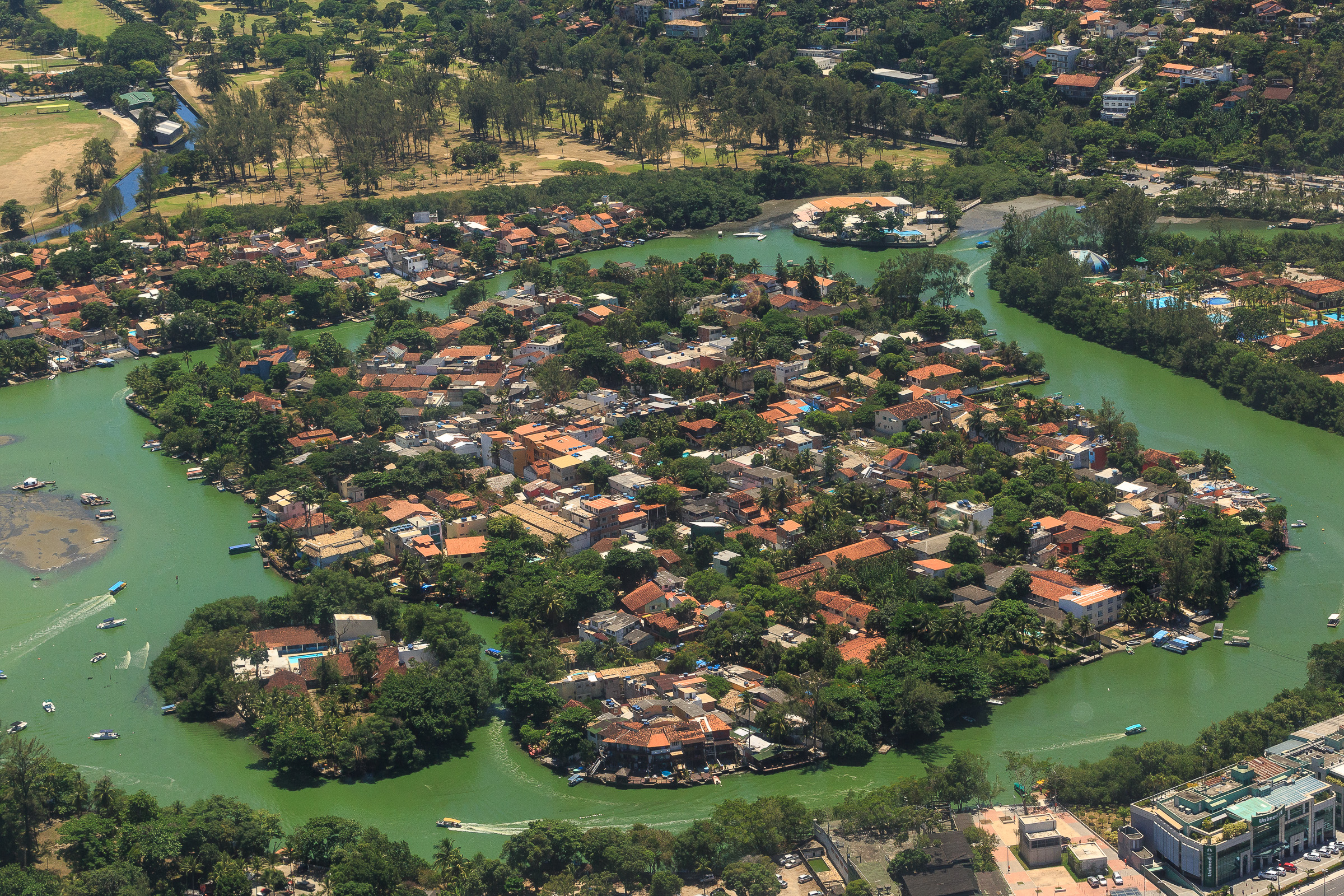
Ilha da Gigóia

A Barra da Tijuca foi alvo da intensificação de investimentos pelo governo devido a ter sido sede da maioria das competições dos Jogos Olímpicos de Verão de 2016. Devido a ser a parte mais moderna da cidade do Rio de Janeiro, a Barra abriga espaço suficiente para permitir a implantação das estruturas dos jogos olímpicos de 2016.[carece de fontes?]

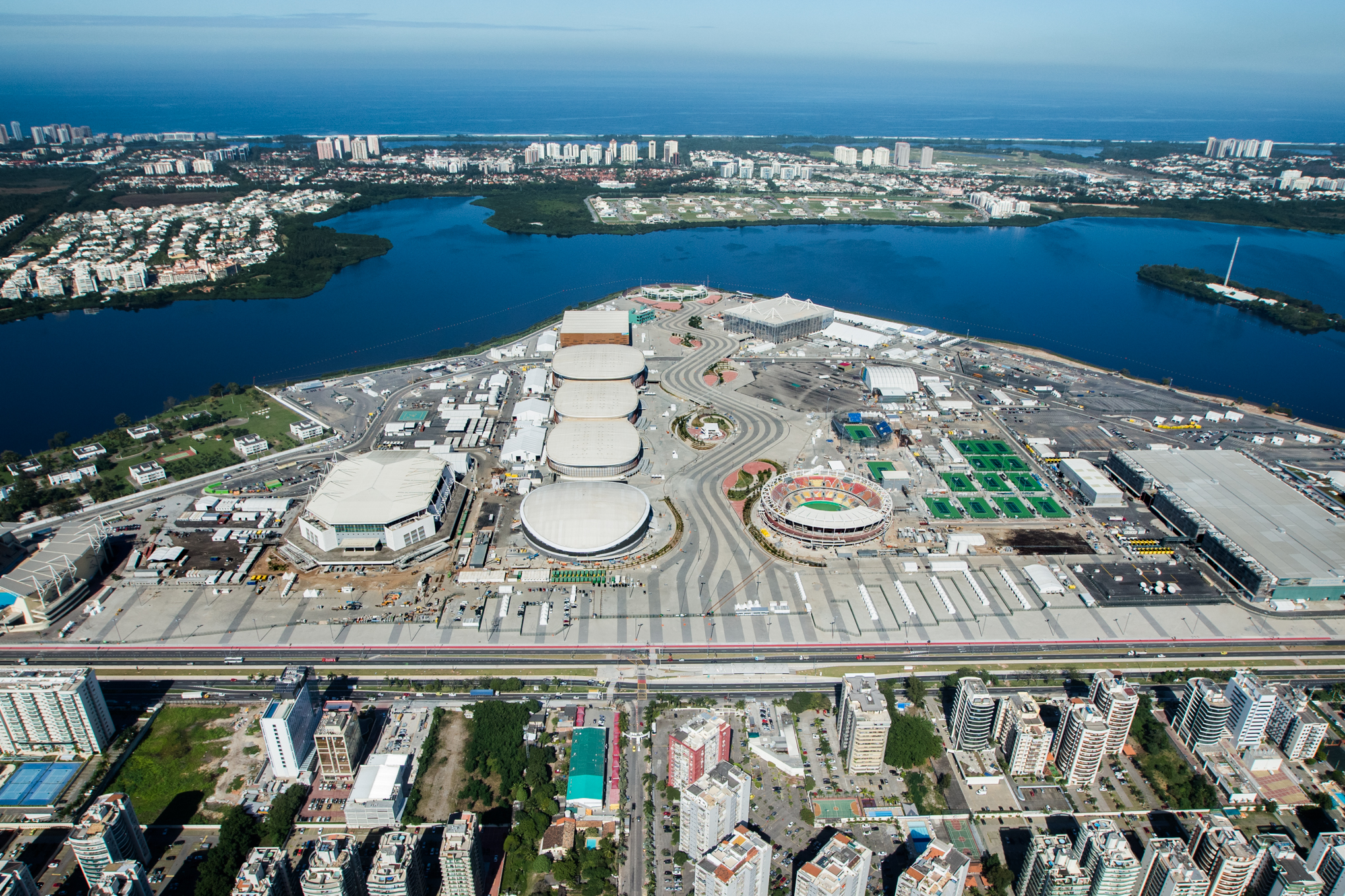
Parque Olímpico do Rio de Janeiro.

A implantação do veículo leve sobre pneus; a interligação com outros bairros a partir da linha 4 do Metrô do Rio de Janeiro; a duplicação da capacidade do elevado do Joá; a interligação com aeroportos e a construção de mergulhões têm sido algumas das medidas tomadas para otimizar a região. Espera-se que, nos próximos anos, exista uma intensificação ainda maior das obras de modernização da região, o que permitirá receber os jogos olímpicos com maior sustentabilidade e em padrões internacionais.[carece de fontes?]

### Carnaval
A Barra da Tijuca conta com diversos blocos de embalo, como as Bandas da Barra e Amigos da Barra, entre outros, que desfilam em diversas ruas do bairoo e são filiados a Liga Sambare. O bairro já teve uma escola de samba, no início dos anos 2000, a Acadêmicos da Barra da Tijuca, que já chegou a desfilar na Marquês de Sapucaí. Atualmente, um grupo de empresários do bairro, amante do carnaval, criou a Unidos da Barra da Tijuca, atual representante do bairro no desfile das escolas de samba.